# 潮吹き (男性)
男性の潮吹き（しおふき、英語: Male squirting）は、射精後も陰茎（亀頭）へ刺激を続けることで、半透明の霧状の液体（尿）が、尿道から勢いよく繰り返し放出される現象のこと。
射精後も刺激を続けることにより、前立腺と骨盤の横紋筋が強く収縮するため、膀胱内の尿が尿道口から噴出する。
男性の潮吹きは、2018年の日本性機能学会総会で、川崎医科大学の泌尿器科チームにより発表され、その後国際論文としても公開された研究である。
なお、尿道海綿体の連続した刺激により、射精前でも潮吹きをすることができる。これをいわゆる前潮といい、関連する括約筋の収縮によって生じる。
前立腺の刺激によっても前潮は可能であり、これも同じく性的興奮と刺激による括約筋の収縮によるものである。